# Karekere Kaval, Hassan
Karekere Kaval là một làng thuộc tehsil Hassan, huyện Hassan, bang Karnataka, Ấn Độ.